# Lijst van woningtypen
Woningen kunnen in een grote verscheidenheid van configuraties worden gebouwd. Een algemeen onderscheid is tussen een huis/eengezinswoning en een flat/appartement, maar er zijn nog veel meer onderverdelingen mogelijk, zoals dat hieronder is vermeld. Enkele vermelde woningtypen worden slechts gebruikt in sommige delen van de wereld.

## Woningtypen
Aanleunwoningwoningen in de nabijheid van een verzorgingshuis, de bewoners kunnen daar maaltijden betrekken en andere zorg kopen. Een inleunwoning is een soortgelijke woning in een verzorgingshuis.
Airey-woningwoningen in gebouwen met meerdere verdiepingen, met een skelet uit geprefabriceerde betonnen elementen, sinds 1947 in Groot-Brittannië en Nederland.
Ambtswoningeen woning die samenhangt met een bepaald ambt. In Nederland hebben buitenlandse ambassadeurs en sommige burgemeesters ambtswoningen.
Arbeiderswoningeen kleine woning voor arbeiders en ambachtslieden, vaak in de vorm van een rijtjeshuis.
Bejaardenwoning of seniorenwoningkleine woning met alle voorzieningen; wonen, koken en slapen op één verdieping.
Blokhuteen kleine woning of bergplaats die is vervaardigd door het stapelen van planken of balken die op de hoeken middels uitsparingen in elkaar passen.
Boerderijhoeve of hofstede is de woning annex bedrijfsruimte behorend bij een agrarisch bedrijf.
Boerderetteeen woning gebouwd in een stijl die doet denken aan een traditionele boerderij, maar dat als zodanig in de historie niet heeft bestaan.
Boomhuteen huis gebouwd tussen de takken of stam van één of meerdere bomen.
Boswachtershuiseen woning in het bos.
Bungaloween vrijstaande of bijna vrijstaande woning bestaande uit één woonlaag.
Caravaneen verplaatsbare vakantiewoning die met behulp van een trekhaak achter een auto kan worden meegetrokken.
Cottagevan oorsprong een kleine woning op het Britse platteland.
Dijkwoningeen woning die met de voorkant op de dijk staat en de achterkant tot onderaan de dijk loopt.
Doorzonwoningeen woning waarbij de woonkamer over de gehele diepte van het huis doorloopt. De woonkamer heeft dan ook ramen aan voor- en achtergevel, zodat de zon door de hele kamer kan schijnen.
Drive-inwoningeen woning waarbij de begane grond (gedeeltelijk) een garage is. Hierbij bevindt de woonkamer zich vaak op de eerste verdieping. In Vlaanderen gekend als bel étagewoning.
Dubbelwoningtwee huizen onder één gezamenlijke kap. In Nederland een twee-onder-een-kapwoning genoemd.
Duplexwoningeen woning die in verband met de woningnood na WOII, tijdelijk gesplitst is in twee woningen.
Earthshipbouwwerk gemaakt van onder meer aarde en afgedankte autobanden.
Faux chateaueen woning die is gebaseerd op een idyllisch Frans château maar vertaald naar een typische gezinswoning in de Amerikaanse voorsteden. De woning wordt voornamelijk gekenmerkt door het misbruik van architecturale concepten en onjuiste detaillering en/of verhoudingen. Amerikaanse kitsch.
FermetteEen fermette is een term waarmee in België landelijke woningen (of imitaties ervan) worden aangeduid, gebouwd in een stijl die doet denken aan een traditionele boerderij.
Grachtenpandeen huis aan een gracht, meestal oud, soms smal en hoog.
Grotwoningeen woning in een (bestaande) grot.
Herenhuiseen deftige woning, oorspronkelijk voor gegoede burgerij.
Hoekwoningzie Rijtjeshuis.
Igloeen koepelvormige woning gebouwd van sneeuw of ijs.
Jarendertigwoningeen in het interbellum gebouwde middenstandswoning.
Kangoeroewoningwoning bestaande uit twee zelfstandige woningen. Meestal een grotere gezinswoning en een kleinere voor inwonende ouder(s), of een soortgelijke samenlevingsvorm.
Koloniaal huiseen huis in de traditionele stijl van een land of streek.
Kruipinhistorische kleine arbeidswoning, waarin de deuropening zo laag is dat men bijna dient te kruipen om de woning te betreden.
Landhuiseen groot en statig woonhuis voor de rijken.
Maycrete-woningwoningen opgetrokken uit hout en beton. Deze zijn na de Tweede Wereldoorlog op diverse plaatsen in Nederland gebouwd als noodwoning.
Noodwoningwoning gebouwd van goedkope materialen als noodvoorziening bij ernstige woningnood, bijvoorbeeld na een oorlog of ramp.
Paalwoningook steltenhuis genoemd, is een woning op palen op het vasteland, aan stromen, meren of zeeën, in stilstaand of stromend water, of in moerassen, ook de Rotterdamse en Helmondse kubuswoningen worden paalwoningen genoemd.
Paleis(woon)huis voor een staatshoofd. Ook kardinalen en bisschoppen wonen normaal gezien in een paleis.
Pastoriewoning van de pastoor of predikant.
Patiowoningeen woning bestaande uit één grondgebonden woonlaag met, typerend voor dit type, een binnentuin (patio).
Portiekwoningmeerdere woningen die rond een gemeenschappelijk trappenhuis zijn gebouwd.
Prefab woningeen woning waarvan de structuur en opbouw van beton en/of hout vooraf in een fabriek is gefabriceerd.
Rancheen huis van slechts een verdieping, gewoonlijk met een garage en een kelderverdieping.
Recreatiewoningeen klein veelal uit één of twee verdiepingen gelegen op een vakantiepark. Ook vakantiewoning genoemd.
Rijtjeshuiseen woning in een rij van identieke of gespiegelde huizen met een gezamenlijke tussenmuur. De eerste en laatste huizen in de rij zijn hoekwoningen.
Schakelwoningaan elkaar grenzende, halfvrijstaande woningen die geen gezamenlijke tussenmuur delen maar door een garage of schuur aan elkaar grenzen en aan de voorkant van het huis één enkel front vormen.
Split-levelwoningis een woning waarbij de vloeren, die tegenover elkaar liggen, een halve verdiepingshoogte ten opzichte van elkaar verspringen.
Tenteen klein, lichtgewicht, verplaatsbaar huis dat relatief eenvoudig is op te bouwen en af te breken. Bestaat in vele varianten, zoals de tipi en de joert.
Tuinkamerwoningeen variant op de doorzonwoning. Aan de voorzijde naast de entree ligt de keuken, die open of gesloten kan zijn, aan de achterzijde ligt de woonkamer over de volle breedte van het huis.
Tweegezinswoningtwee woningen onder één gezamenlijke dak. In België vaak tweewoonst genoemd en in Nederland Twee-onder-een-kapwoning.
Twee-onder-een-kapwoningtwee woningen onder één gezamenlijke kap. In België een dubbelwoning genoemd.
Villavrijstaande luxueuze woning. meestal zeer prijzig. De betaalbare vrijstaande woning is MiniVilla. MiniVilla is een duurzame betaalbare Villa.
Vrijstaand huiselke woning in een afzondelijk gebouw, niet verbonden aan een ander gebouw, vaak een eengezinswoning.
Woonark of arkdrijvende woning, met een vaste ligplaats, gebouwd op betonnen bak. Woonarken worden vaak "woonboot" genoemd.
Woonboerderijeen voormalige boerderij die wordt gebruikt als woonhuis (zonder agrarisch bedrijf)
Woonboot of woonschipeen (voormalige) boot (schip), ingericht als woonhuis met een vaste ligplaats.
Woonwageneen woning op wielen die in principe verplaatsbaar is.
Z-woning of Z-kamerwoningeen variant van de doorzonwoning. Aan de voorzijde is de entree, soms gecombineerd met de toiletruimte. Als deze links ligt, ligt aan de achterzijde rechts de keuken (meestal met een achterdeur), de woonkamer krijgt daardoor een gelede vorm. De woning kan ook in gespiegelde vorm voorkomen.

## Flats en appartementen
Appartementoorspronkelijk een grote groep bij elkaar behorende vertrekken voor één persoon, meestal op dezelfde bouwlaag gelegen, nu een beperkt aantal ruimten.
Appartementsgebouw/Appartementengebouw/Appartementencomplexeen gebouw met meerdere etages waarbij elke etage meerdere appartementen bevat. Zie ook Flat
Bel-etagewoningwoning op de eerste verdieping, boven een souterrain met berging of garage
Condominiumeen Noord-Amerikaanse appartementsvorm met eigendomsrechten van een individueel appartement en een percentage van de gemeenschappelijke ruimten. Dit is vergelijkbaar met de Nederlandse vorm van appartementen met een Vereniging van Eigenaren.
Co-opeen Noord-Amerikaanse appartementsvorm waarbij het eigendom van het appartementsgebouw in handen is van een onderneming en de bewoners aandelen houden in de onderneming in verhouding tot hun appartement en een percentage van de gemeenschappelijke ruimten.
Duplexeen woning in een groter gebouw over meerdere bouwlagen, zie maisonnette, de term duplex is hiervoor meer in gebruik in België.
Flateen gebouw met meerdere woonlagen, de woningen in een flat worden ook flat genoemd. De woningen worden verhuurd of verkocht.
Lofteen grote woning bestaand uit één ruimte, die de bewoner naar eigen inzicht kan indelen.
Maisonnetteeen woning bestaande uit twee of meer bouwlagen in een groter gebouw.
Penthousewoning op de bovenste verdieping van een appartements- of flatgebouw.
Plattenbaueen seriematige constructiewijze van flats middels brede platen van beton van één verdieping hoog die aan elkaar worden verankerd. Dit type woning treft men veel aan in het voormalige Oostblok. De benaming Plattenbau is afkomstig uit de voormalige DDR.
Straatkamerwoningeen woningtype met een halachtige ruimte tussen de feitelijke woonvertrekken en de straat in.
Studioeen (meestal wat kleiner) appartement bestaande uit één kamer.
Studiolofteen ook weer niet heel klein en behoorlijk hoog appartement bestaande uit één ruimte waarbinnen bijvoorbeeld middels een entresol meerdere ruimten te creëren zijn.
Woontoreneen zeer hoog appartementsgebouw.